# André Martins
André Renato Soares Martins (21 de Janeiro de 1990, em Santa Maria da Feira) é um futebolista que está sem clube..

## Carreira

### Real Massamá
Após passar nas camadas jovens do Sporting, foi emprestado ao Real Massamá, clube onde passaram jogadores como Diogo Salomão e Nani. Participou em 30 jogos e marcou um golo.

### Belenenses
Voltou ao Sporting mas foi outra vez emprestado a outro clube, o Belenenses, onde não conseguiu impor o seu futebol, vindo a jogar poucos minutos ao longo da época.

### Pinhalnovense
André Martins não ficou muito tempo no Sporting, depois de ter sido emprestado ao 'Os Belenenses' o Sporting emprestou de novo para o clube Pinhalnovense, onde fez 10 jogos marcando 1 golo.

### Sporting
Após vários empréstimos, Sporting decidiu manter com o jogador no plantel. André Martins impressionou os adeptos e o treinador Ricardo Sá Pinto, mostrando técnica e passes de qualidade. Nessa época conseguiu fazer 30 jogos e demonstrar que poderia vir a ser uma peça valiosa para o futuro do Sporting.

### Seleção Portuguesa
Actuou 14 jogos e contabiliza 2 golos pela seleção de sub-21. Ficou nos pré-convocados para o Euro 2012 mas não entrou nas contas finais de Paulo Bento, tendo vindo a estrear-se no dia 10 de Junho de 2012 num embate particular contra a Croácia.

## Títulos
Olympiakos
- Superliga Grega (1): 2016-17

Sporting CP
- Taça de Portugal (1): 2014–15